# Pieces of Ice
«Pieces of Ice» (с англ. — «Кусочки льда») — песня, записанная американской певицей Дайаной Росс для её тринадцатого студийного альбома Ross. Авторами песни стали Марк Джордан и Джон Чапек, спродюсировал запись Гэри Кац.
Песня была выпущена в качестве ведущего сингла с альбома 17 июня 1983 года и была приурочена к концерту Росс в Центральном парке. Песня смогла войти в двадцатку лучших в чартах Billboard Hot Black Singles и Hot Dance/Disco, в горячей сотне песня заняла 31-е место, благодаря чему певица заработала свой двадцать четвёртый сольный топ-40 сингл, тем не менее этот результат был ниже ожидаемого. Сингл был успешным в Европе, войдя в топ чартов Нидерландов, Норвегии, Швеции.
Музыкальное видео на песню было снято Бобом Джиральди, хореографией занимался Майкл Питерс.

## Чарты
| Чарты (1983)                              | Пиковая позиция |
| ----------------------------------------- | --------------- |
| Австралия (Kent Music Report)             | 73              |
| Нидерланды (Dutch Top 40)                 | 12              |
| Германия (Offizielle Top 100)             | 39              |
| Норвегия (VG-lista)                       | 8               |
| ЮАР (Springbok Radio)                     | 28              |
| Швеция (Sverigetopplistan)                | 14              |
| Великобритания (OCC UK Singles)           | 46              |
| США (Billboard Hot 100)                   | 31              |
| США (Billboard Hot R&B/Hip-Hop Songs)     | 15              |
| США (Billboard Dance Club Songs)          | 17              |
| Финляндия (Suomen virallinen singlelista) | 12              |